# ALSA (empresa)
 ALSA (Automóviles de Luarca, S. A.) és una filial espanyola de l'empresa britànica Mobico Group, que opera serveis d'autobús i autocar a Espanya i altres països d'Europa, com Andorra, Àustria, Bèlgica, República Txeca, França, Alemanya, Hongria, Itàlia, Malta, Xipre, Països Baixos, Polònia, Portugal, Romania, Eslovàquia, Suïssa i Ucraïna.
ALSA també tenia operacions a la Xina i Xile, però aquestes van quedar en mans dels propietaris anteriors de l'empresa i no són propietat de National Express.

## Història

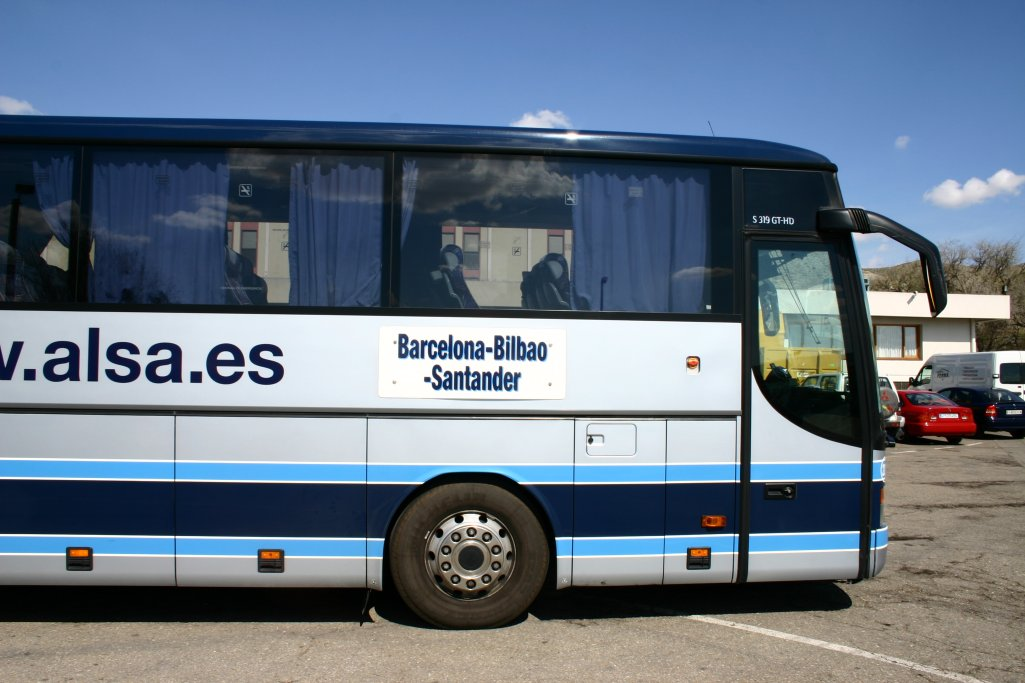
Bus ALSA Setra S319GT-HD l'any 2005

Quan ALSA es va fundar el 1923, només era un operador regional amb seu a Lluarca i Oviedo, a Astúries.

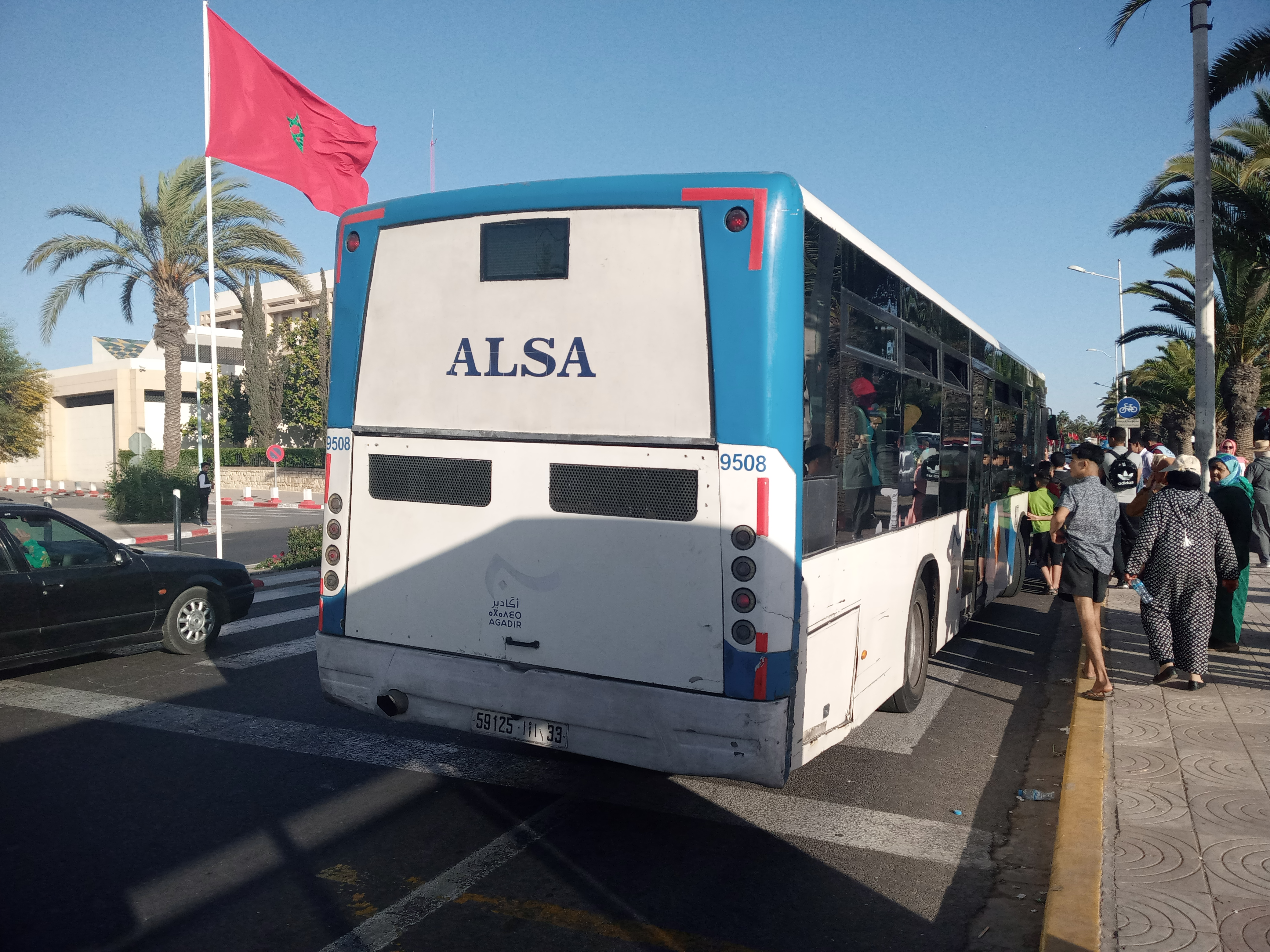
Autobús ALSA al Marroc (2020)

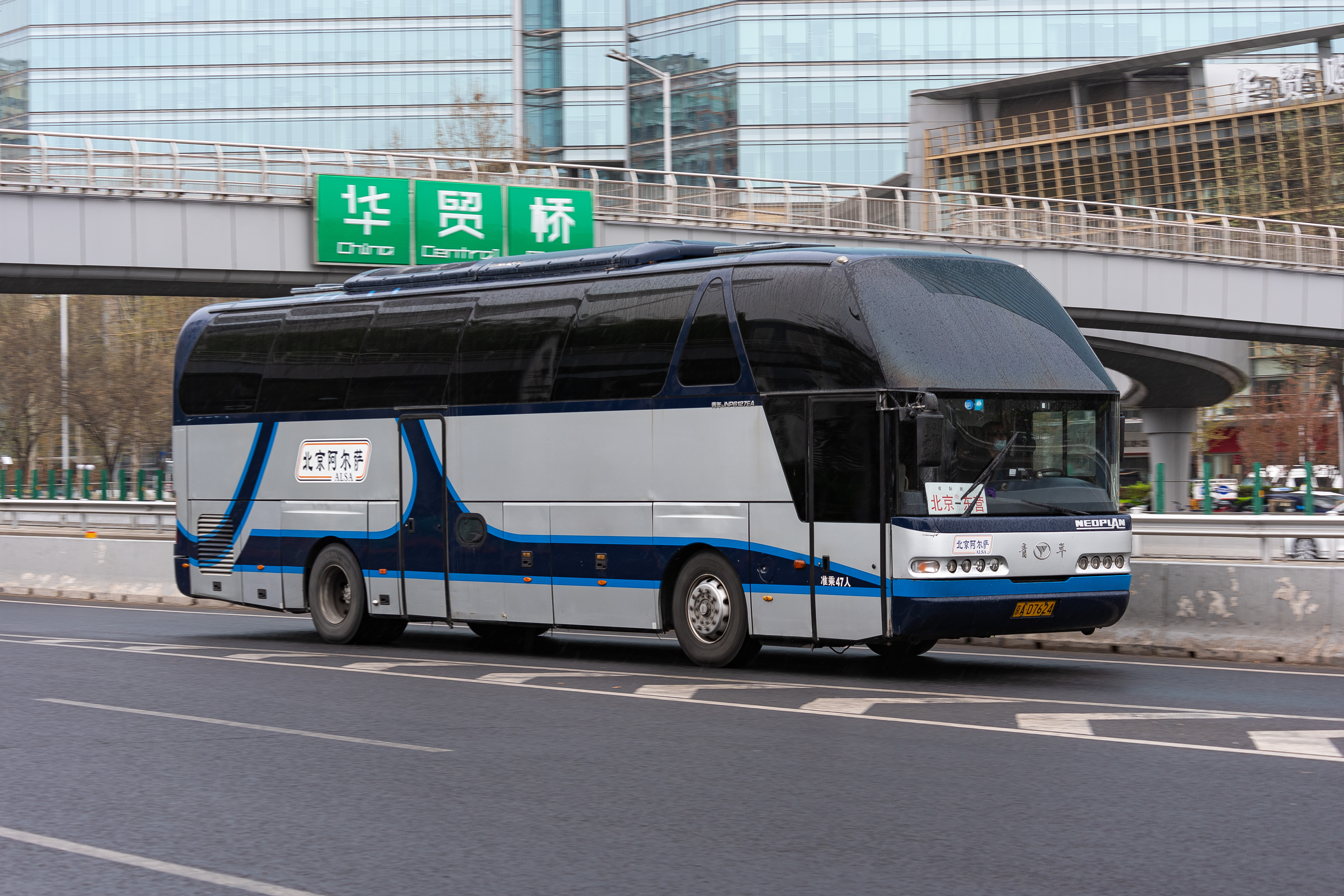
Youngman JNP6127EA de Beijing ALSA el 2021

A les dècades de 1920 i 1930, el servei emblemàtic d'Alsa era la ruta Oviedo-Luarca-Ribadeo, de 170 km, al nord-oest d'Oviedo, amb tretze parades fixes i trenta ocasionals, en un trajecte de 10 hores. Posteriorment es va ampliar fins a La Corunya.
A les dècades de 1940 i 1950, ALSA va estendre la seva xarxa pel centre i l'occident d'Astúries. El 1962 la companyia va iniciar una ruta d'Oviedo a Madrid, i el 1964 va posar en marxa el seu primer servei internacional d'Oviedo a París i Brussel·les. A la dècada del 1980, l'empresa es va expandir contínuament fins a convertir-se en el primer transportista espanyol de viatgers per carretera, i l'any 2000 cobria la major part d'Espanya i Europa occidental.
A finals del segle xx, Alsa va adquirir diversos operadors espanyols, principalment l'Empresa Fernández, amb seu a Lleó, Enatcar i Continental Auto.
L'octubre del 2005, National Express va adquirir una participació majoritària a ALSA, conservant la marca ALSA. National Express va adquirir el principal rival espanyol d'ALSA, Continental Auto, el 2007.
ALSA opera al Marroc des del 1999, quan va començar a operar al Marràqueix. Posteriorment es van afegir altres operacions a Agadir el 2010, Tànger el 2013 i Khourigba el 2015. El juny del 2018, es va adjudicar un contracte de 15 anys per operar serveis a Rabat, Salé i Temara en una empresa conjunta amb la companyia local CityBus.

## Flota
En els seus primers anys, la flota d'ALSA es basava principalment en vehicles NAG i Saurer, amb alguns GMC addicionals, i De Dion-Boutons, però el 1939/40 van comprar set autocars de control normal ACLO britànics, als quals a principis de els cinquanta van seguir vuit unitats de control davanter del model Regal III de la mateixa marca, amb carrosseries de Seida de Bilbao.
Posteriorment, ALSA va passar a una política de compres exclusivament Pegaso, al principi encara amb carrosseries Seida, i més tard amb carrosseries Monotral, Setra-Seida, Ayats i Irizar; per passar a principis dels vuitanta a xassís Mercedes-Benz O303 i O404 amb carrosseries successivament Maiso, Hispano Carrocera, Sunsundegui i Noge.
Mercedes-Benz segueix sent el principal proveïdor de xassís d'ALSA, però els Setra de tres eixos de gamma alta són els vehicles insígnia actuals de la flota d'ALSA, molts d'ells amb l'especificació de Clase Supra.